# Ouettigué
Ouettigué est une localité située dans le département de Bassi de la province du Zondoma dans la région Nord au Burkina Faso.

## Santé et éducation
Le centre de soins le plus proche d'Ouettigué est le centre de santé et de promotion sociale (CSPS) de Bassi tandis que le centre médical se trouve à Gourcy.